# Vortigern y Rowena
Vortigern y Rowena es una obra de teatro que se publicitó como una recién descubierta obra de William Shakespeare cuando se estrenó en 1796. Eventualmente, se reveló que era un bulo de Shakespeare, producto del prominente falsificador William Henry Ireland. Su estreno fue el 2 de abril de 1796, cuando fue ridiculizado por la audiencia. Sus protagonistas titulares, Vortigern y Rowena, son figuras de la Materia de Bretaña. 

## Historia
Ireland había producido diversos documentos anteriores clamando que representaban los escritos de Shakespeare, pero Vortigern y Rowena era la primera obra que se atrevió a falsificar. Poco después siguió con una de falsificación de Enrique II. Anuncio de su "descubrimiento" de las obras perdidas de Shakespeare durante la mañana del 26 de diciembre de 1794, pero no mostró un manuscrito a hasta marzo de 1795. Además, él también proveyó una supuesta correspondencia entre Shakespeare y una imprenta explicando por qué la obra no fue publicada, pues era un borrador así como una escritura que explica cómo llegó a estar en manos de Irelands. De acuerdo con la escritura, Shakespeare había entregado todos los manuscritos a un antepasado de Irelands, también llamado William Henry Ireland, quien lo había salvado de ahogarse. Años después Ireland explicó explicó que se le ocurrió esta historia para establecer su derecho a los manuscritos en caso de que un descendiente del bardo pudiera reclamarlos.
Al enterarse de una obra de Shakespeare "perdida" recién recuperada, el dramaturgo irlandés Richard Brinsley Sheridan compró los derechos de la primera producción en el Teatro Drury Lane de Londres por 300 libras y la promesa de la mitad de los ingresos para la familia de Ireland. Después de leer la obra, Sheridan notó su relativa simplicidad en comparación con las obras conocidas de Shakespeare. El actor John Philip Kemble, gerente del Teatro Drury Lane, y quien interpretaría el papel principal en la única producción de la obra, tenía serias dudas sobre la autenticidad de Vortigern y Rowena. Sarah Siddons, quien había sido elegida para el papel principal femenino, se retiró una semana antes de la inauguración programada por razones desconocidas, aunque se sospecha que Kemble también logró poner a la famosa actriz en contra del trabajo. El erudito irlandés de Shakespeare Edmond Malone publicó Una investigación sobre la autenticidad de ciertos documentos e instrumentos legales diversos el 21 de marzo de 1796, sobre la autenticidad de Vortigern y Rowena y los otros documentos "descubiertos" por Ireland. La Sra. Powell asumió el papel de Siddons en Edmunda cuando se inauguró el 2 de abril de 1796. La obra tuvo sus partidarios; Henry James Pye y James Bland Burgess escribieron prólogos para ello, mientras que Robert Merry escribió un epílogo.
Cuando Vortigern y Rowena abrieron el 2 de abril de 1796, Kemble usó la oportunidad para insinuar su opinión repitiendo la línea de Vortigern "y cuando esta solemne burla haya terminado", y la obra fue ridiculizada por el público. Nunca se volvió a realizar hasta 2008. Algunos de los primeros críticos acusaron al padre de William Henry Ireland, Samuel, de la falsificación, aunque William asumió la responsabilidad en dos confesiones impresas. El propio Samuel siguió considerando la obra como auténtica y la editó en 1799, incluido un prólogo en el que atacaba los hallazgos de Malone y denunciaba el "trato antiliberal y perjudicial" que había recibido. Sin embargo, ni la reputación de Ireland se recuperó del fiasco, y William finalmente se mudó a Francia, donde vivió durante varias décadas. Este trató de publicar Vortigern y Rowena como su propia obra cuando regresó a Inglaterra en 1832, pero tuvo poco éxito.

## Personajes
- Constantius - Rey de Gran Bretaña

- Aurelius - Un hermano de Constantinus
- Uther - Un hermano de Constantinus
- Vortigern - Consejero de Constantius
- Vortimer - Un hijo de Vortigern
- Catagrinus - Un hijo de Vortigern
- Pascentius - Un hijo de Vortigern
- Hengist - Líder de los mercenarios sajones
- Horsus - Hermano de Hengist
- Bufón
- Sirviente
- Página
- Barones, Oficiales, Guardias, & c., & C.
- Edmunda - Esposa de Vortigern
- Flavia - Hija de Vortigern, amante de Ambrosius
- Rowena - Hija de Hengist
- Asistentes en Edmunda

## Sinopsis
La historia comienza cuando el rey de los británicos Constante II ofrece la mitad de su corona a su consejero Vortigern por su leal servicio. Vortigern trama de inmediato el asesinato del rey para tomar la corona para sí mismo. Al mismo tiempo, el Bufón la corte advierte a dos de los hijos de Vortigern, Pascentius y Flavia, de los malos tiempos que se avecinan y los tres abandonan la corte con Flavia vestidos de mujer. Los hijos de Constancio, Aurelius (Ambrosius Aurelianus) y Uter (Uther Pendragon), que estudian en Roma, reciben noticias de la traición de Vortigern y van a Escocia para formar un ejército contra el asesino de su padre. En respuesta, Vortigern convoca a un ejército de sajones, liderado por Hengist y Horsus, para defenderlo de los escoceses. Se enamora de la hermosa hija de Hengist, Rowena, y la proclama su reina, para disgusto de su esposa Edmunda y sus dos hijos restantes, Wortimerus (Vortimer) y Catagrinus (Catigern), que huyen. La familia de Vortigern finalmente se une al ejército de Aurelius y Uther. Entonces Aurelius y Flavia declaran su amor mutuo. Al final, los sajones son derrotados y Aurelius derrota a Vortigern, pero le perdona la vida y luego se casa con Flavia. El discurso final corre a cargo del Bufón, que admite que la obra no es muy trágica, ya que "ninguno salvo los malos caen, lo que no saca lágrimas".

## Renacimiento moderno
La obra experimentó un renacimiento cómico por parte de los Pembroke Players en el Pembroke College New Cellars, Cambridge, en 19 de noviembre de 2008. La producción fue dirigida por Alexander Whiscombe, de tercer año de Pembroke, y protagonizada por David Harrap en el papel principal con Eystein Thanisch como Aurelius. El American Shakespeare Center en Staunton, Virginia incluyó la obra como parte de su Serie de Lecturas Escénicas en noviembre de 2013.